# Médaille d'or de l'Aftenposten
La Médaille d'or de l'Aftenposten est une des récompenses les plus importantes dans le sport en Norvège.
La Médaille d'or est distribuée pour la première fois en 1933 par Sport Magazine puis en 1934 par le Morgenbladet et prend le nom de Médaille d'or du Morgenbladet.

## Histoire
En 1997, c'est l'Aftenposten reprend charge de la médaille d'or, qui prend son nom actuel.
Le fondeur Sigurd Vestad est le premier vainqueur en 1933.